# Атанас Мочуров
Атанас Савов Мочуров-Сломер е български писател – поет, белетрист, литературен критик, драматург и публицист, и политик – бил е депутат в Седмото велико народно събрание. Член е на Съюза на българските писатели. Живее във Варна.

## Биография
Атанас Мочуров е роден на 12 май 1931 година в село Поликраище, Горнооряховско, но е израснал в село Сломер, Великотърновско. Завършва филологическия факултет на Софийския университет. През 1956 г. по донос на свои "приятели" е отстранен от СУ, набеден е за внук на "враг на народа", тъй като негов далечен роднина е бил члн на БЗНС от крилото на Никола Петков. Чрез съдействието от страна на писателя и партийния функционер Георги Караславов е възстановен и успява да завърши образованието си(3).  Работи като учител и редактор. От 1967 година живее във Варна. Работи в книгоиздателство „Георги Бакалов“, в Радио Варна и в алманах „Простори“. Умира на 1 юли 2022 г.

## Творби
Славейко Чамурлийски (р. 1938; псевдоним на народния певец и писател Стоян Пейчев) прави Литературна анкета с Ат. Мочуров, озаглавена „Живях в облаците“, редактирана от проф. Симеон Хаджикосев и издадена през 2003 г. от издателство "Инфомаркет" - гр. Варна.
Атанас Мочуров е автор на литературно-критическите книги:
"Николай Марангозов. Литературно-критически очерк" (1964); „Александър Геров. Литературно-критически очерк“ (1970); "Разорани сънища. опит върху селската поезия 1958 - 1983" (1990); "Речник на римите в българския език. практическо помагало за професионалисти и начинаещи" (1999); "Ето как се пишат стихове. Теория и практическо помагало за начинаещи и напреднали" (2008).
Книги с поезия:
„Доверие“ (1960), „Стихотворения“ (1963) „Вървя към теб“ (1968), „Но животът е прекрасен“ (1972), „Кой ще спре дъжда“ (1976), „Всичко съм простил“ (1977), „Живея все така“ (1981, избрано), „Венчалните пръстени“ (1983); "Говоря ти сега" (1983); "Сирашки сняг" (1986); "Но аз убих момичето" (1993); "Арена" (1995).
Романи: „Мамо, ти си плакала“ (1967; 1980; 2003), „Последното отечество“ (1977, 1980), „Покажи ми пътя към дома“ (1982; 2003); „Болките се будят нощем“ (1989), „И над бездната има небе“ (1983); "Странникът" (1990); "Бегълците" (1990); "Момичето и нощния влак" (1995).
Книги за деца: „Веселите петлета“ (1976), „Откраднатата баба“, „Хитър Петьо“ (1976) и др.; куклени пиеси: „Златният делфин“, „Какво е най-добре“, „Похищението на старата мома“ и др. Автор и на „Сезонът на илюзиите свърши“ (1994) „На утрото в сълзата“ (1995), „Книга за българския народ“ (2002) 
За него пишат: акад. Иван Радев; проф. Симеон Хаджикосев; доц. Божанка Константинова; Атанас Свиленов; Иван Руж; Борис Делчев, който е и редактор на дебютната му книга "Доверие" (1960).